# Cukornád
A cukornád (Saccharum) a perjefélék (Poaceae) gazdaságilag igen jelentős nemzetsége.
Magas, nádtermetű, többnyári pázsitkóró. Levelei hosszúak és szélesek, szára dúsan elágazik. Kétvirágú, a tövén hosszú, fehér, selyemszőrű füzérkékkel, de csak az egyik virág tökéletes.

## Származása, élőhelye
Valamennyi faja az Óvilág három kontinensének szubtrópusi-trópusi tájairól származik, és cukortartalmáért többet már az ókorban is termesztettek. A földrajzi felfedezések főleg a nemes cukornád (Saccharum officinarum) termőterületét tágították ki – alapvetően ezt honosították meg az Újvilágban és a megfelelő éghajlatú szigeteken (Madeirára például Tengerész Henrik parancsára telepítették át Szicíliából).

## Fajok

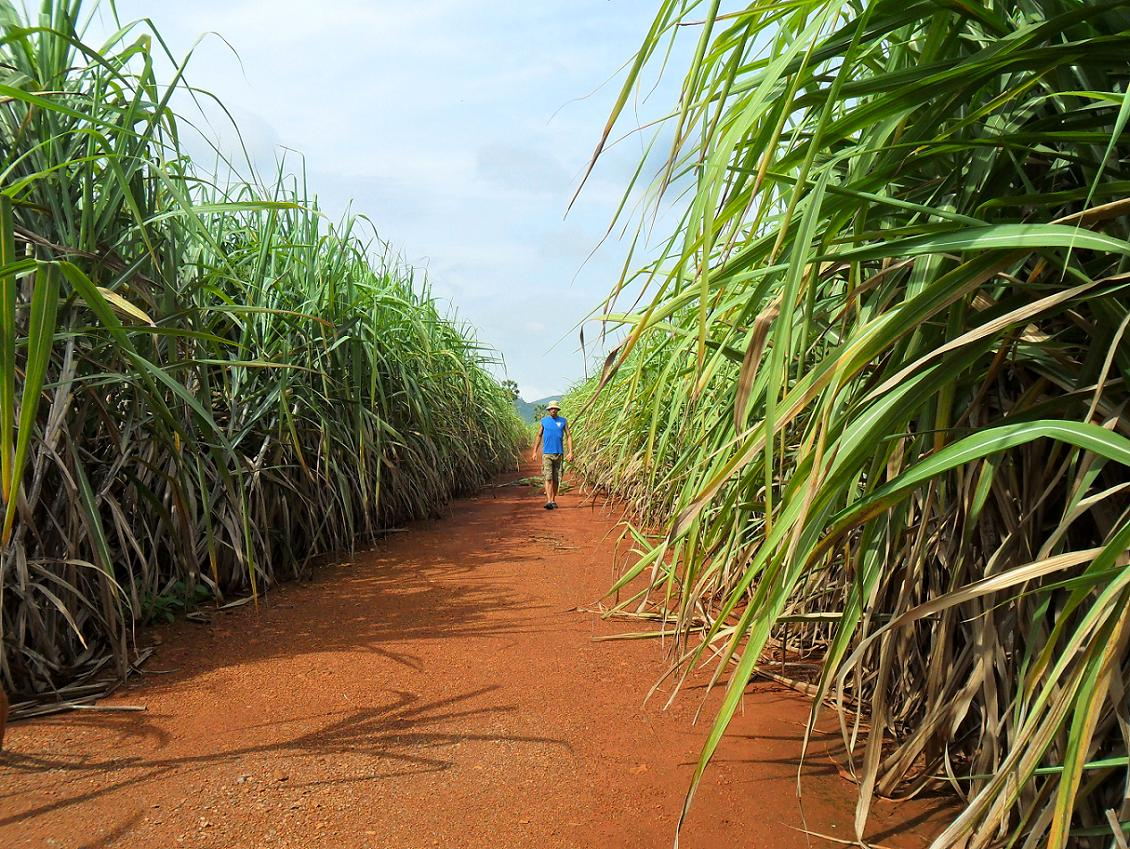
Cukornád-ültetvény Délkelet-Ázsiában

- Saccharum alopecuroides,
- Saccharum angustifolium,
- Saccharum arundinaceum,
- Saccharum asperum,
- Saccharum balansae,
- Saccharum barberi,
- Saccharum beccarii,
- Saccharum bengalense,
- Saccharum brevibarbe,
- Saccharum coarctatum,
- Saccharum edule,
- Saccharum fallax,
- Saccharum filifolium,
- Saccharum giganteum,
- Saccharum kanashiroi,
- Saccharum longisetosum,
- Saccharum narenga,
- Saccharum officinarum,
- Saccharum perrieri,
- Saccharum procerum,
- Saccharum ravennae – tollfű,
- Saccharum robustum,
- Saccharum rufipilum,
- Saccharum sinense,
- Saccharum spontaneum,
- Saccharum strictum,
- Saccharum trinii,
- Saccharum viguieri.